# جوزف تال
جوزف تال (به عبری: יוסף טל) (۱۸ سپتامبر ۱۹۱۰ - ۲۵ اوت ۲۰۰۸) آهنگ‌ساز و عکاس اسرائیلی و از پیشگامان و بنیان‌گذاران هنر و موسیقی اسرائیلی بود.

## خانواده
پدر جوزف تال، خاخام ژولیوس گرانت‌هال در تاریخ ۱۶ آوریل ۱۹۴۳ در اردوگاه مرگ سوبی‌بور، توسط رژیم آلمان نازی اعدام شد.
در سال ۱۹۴۳ میلادی، جوزف تال به همراه مادر و خواهرش به قیمومیت بریتانیا بر فلسطین مهاجرت کردند.

## LINKS
- Website dedicated to Josef Tal
- Score catalogue of the Israel Music Institute
- Archival collections at the Music Center of the کتابخانه ملی اسرائیل in Jerusalem.

## نگارخانه

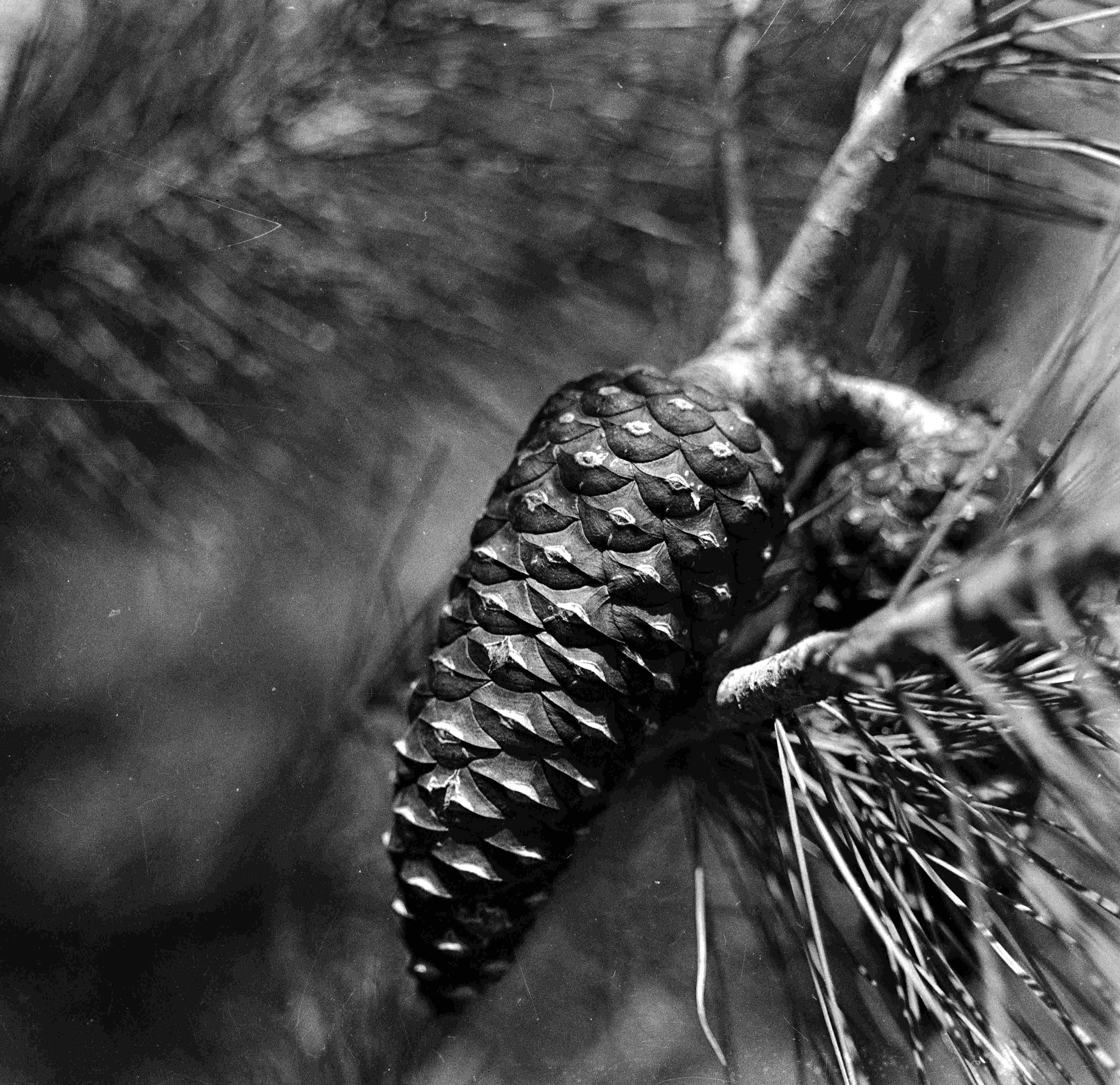
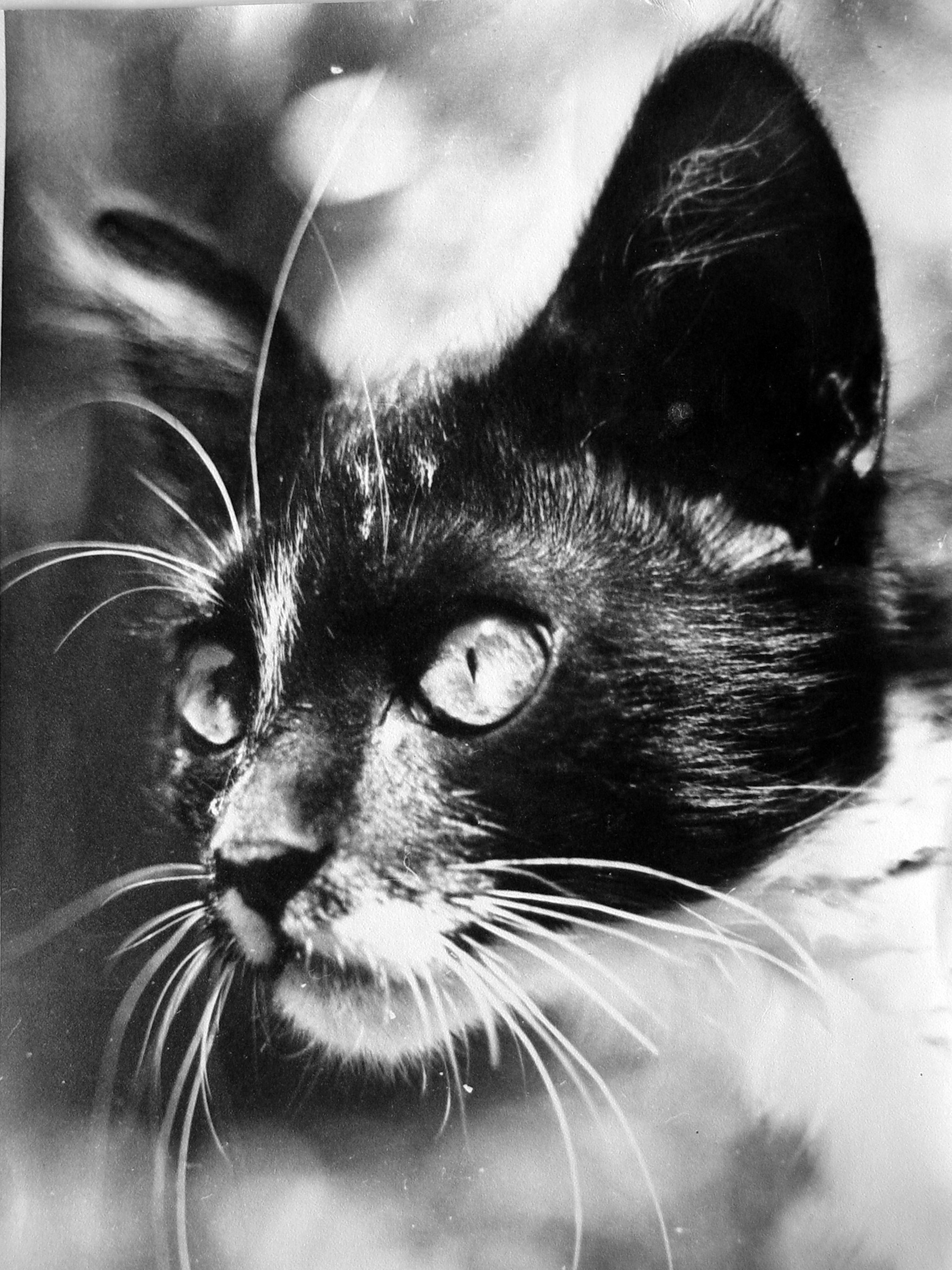
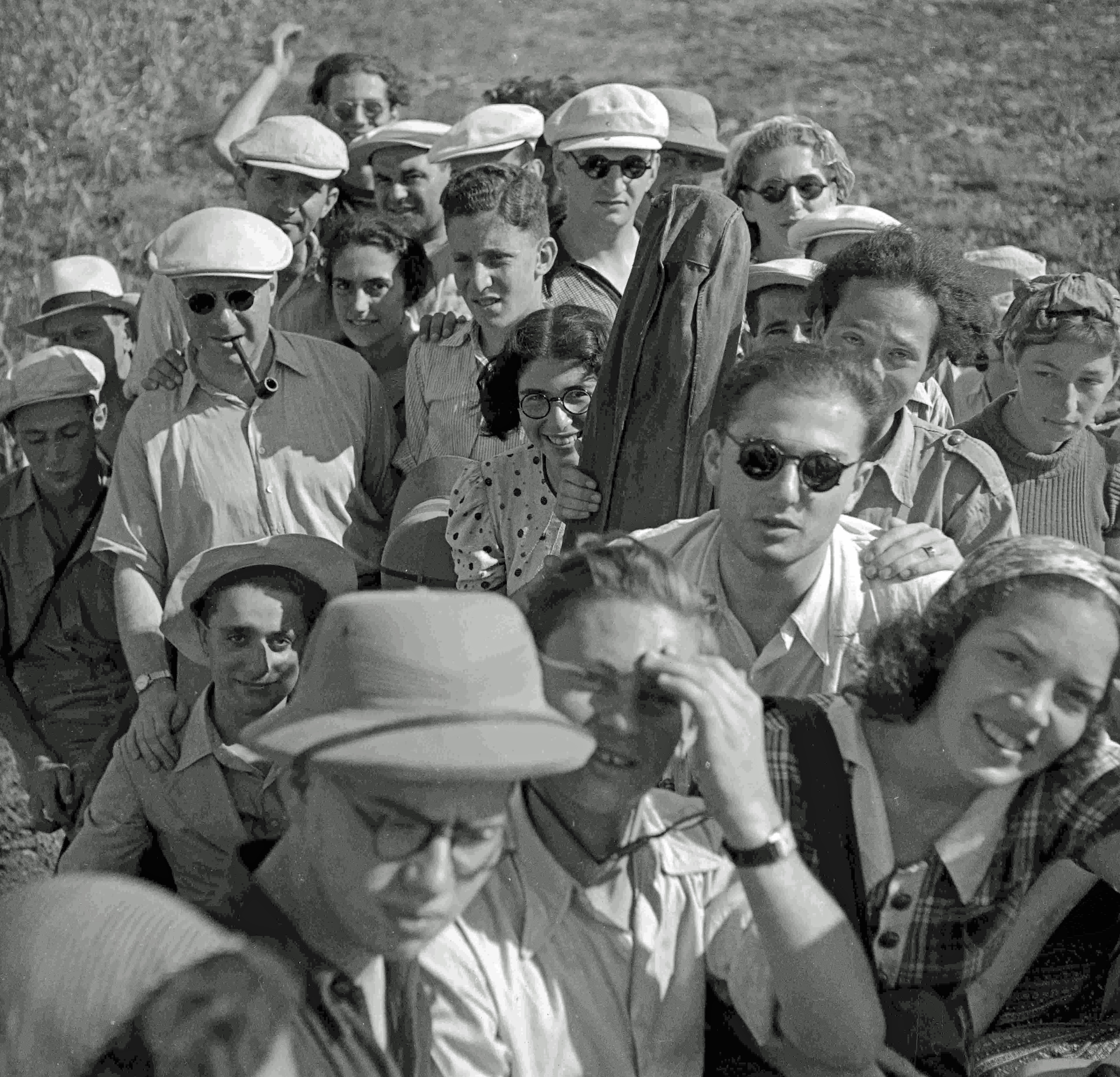